# نظام تسويق رقمي
نظام التسويق الرقمي هو طريقة للتوزيع المركزي في القناة تُستخدم بشكل رئيسي من قبل منتجات البرمجيات الخدمية، وتجمع بين نظام إدارة المحتوى، ومركزية البيانات وتجميعها عبر شبكة الويب، والهاتف النقال، والسطح القابل للمسح، والقنوات الاجتماعية.

## الويب
عادة ما يُنشر نظام التسويق الرقمي على قنوات الويب على شكل موقع مستقل، إذ يمكنه إدارة أي جزء من عملية الويب، بما في ذلك تصميم الويب، واستضافته، وتسجيل النطاق، والتسويق، وابتكار المحتوى، وطرق قياسية أخرى للترويج للويب. يُعتبر منح المستخدم «موطنًا» رقميًا على الويب، يعتبره العملاء، والضيوف، والجمهور، وبعض متصفحي الويب الآخرين وجهة لهم. عادة ما تسعى طرق أخرى للتسويق الرقمي إلى توجيه الاهتمام نحو قناة الويب.
يُعتبر نظام هاب سبوت أحد الأمثلة عن نظام التسويق الرقمي الخاص بالمنتجات الخدمية.

## اجتماعيًا
ينشر نظام التسويق الرقمي على قنوات التواصل الاجتماعي ذات الشعبية، بما فيها فيسبوك وتويتر، بهدف التواصل مع الجمهور، والأصدقاء، والمتابعين، ولتوجيه الانتباه إلى الموقع الخاص بالمستخدم. يمكن للنشر على مواقع التواصل الاجتماعي أن يأخذ شكل تحديث حالة، أو رسالة نصية، أو «تغريدة»، أو صورة، أو مقطع مصور، أو العديد من وسائل التواصل الاجتماعي الأخرى. تكمن الفكرة في إيجاد المتصفحات التي من الممكن أن لا تكون محط اهتمام في مساحات التواصل الاجتماعي.

## الهاتف النقال
ينشر نظام التسويق الرقمي على الهواتف النقالة، مقدمًا محتوى فريد مخصص لتلك الأجهزة، مثل هواتف آي فون، وآي باد، وأندرويد. عادة ما يأخذ النشر على الهواتف النقالة شكل موقع محسًن خاص بالهاتف النقال، مع إمكانية تنقل أكبر وواجهة مستخدم أوضح. من الممكن أن يتضمن النشر عبر الهاتف النقال «تطبيقات» خاصة بالأجهزة التي تدعمها، وإشعارات منبثقة، وتسويقًا عن طريق الرسائل النصية.
تُعتبر الألعاب إحدى أشكال التسويق الرقمي الجديدة أيضًا، إذ يقوم مبتكرو الألعاب بجعلها مناسبة لعلامة تجارية معينة. تحتوي على قدر أكبر من التنقل وواجهة مستخدم أكبر، كما أنها تُعتبر العامل الرئيسي الذي يكون فيه النشر عبر الهاتف النقال جزءًا من الخدمات.

## قضايا الخصوصية
يُعتبر التسويق الرقمي تحديًا للخصوصية،  إذ يُبحث عن معلومات المستهلكين، وتُجمع، وتُستخدم في عملية التسويق الرقمي دون معرفة المستهلكين. تُعد خصوصية المستهلكين أمرًا مهمًا نظرًا لارتباطها بالقيمة الفعلية، والرضا، والولاء، والثقة بالشركة وأدائها.

### أنواع المعلومات
المعلومات الأساسية
من وجهة النظر التقليدية، تتضمن المعلومات الخاصة الجنس، والعمر، والخلفية التعليمية، والحالة الاجتماعية، وبعض المعلومات الأساسية الأخرى.
في مجتمع الشبكة، تتضمن المعلومات الشخصية المعلومات الرقمية الشخصية مثل كلمات سر الحساب.
معلومات النشاطات
يُقصد بالمعلومات الخاصة تاريخ التصفح، وسجلات الشراء، والموقع، والنشاطات الاجتماعية، وما إلى ذلك.

### الاستخدام غير القانوني للمعلومات
في وقتنا الحاضر، يركز النقاش الدائر حول العواقب المرتبطة بمشاكل الخصوصية التي تسببها تقنية التسويق الرقمي بشكل متزايد على احتمال الاستخدام غير القانوني للمعلومات. من الممكن أن تصبح معلومات المستهلكين سلعًا يتم تبادلها أو التجارة بها دون معرفة المستهلك أو تفويضه.
يتم تبادل المعلومات الخاصة بالمستهلكين أو تداولها بطريقتين. تنطوي الطريقة الأولى على قيام التجار ذوي الصلة بمشاركة هذه البيانات فيما بينهم، أما الطريقة الثانية فهي بيع بعض المُزكيين هذه البيانات إلى طرف ثالث. على سبيل المثال، تجذب البيانات التي يمكن أن تحدد الحالة الاقتصادية للمستهلكين وكالات الائتمان بشكل كبير. تزيد كل الأسباب المذكورة آنفًا الخطر المحدق بخصوصية المستهلك.